# فوكس أكشن موفيز
قناة فوكس أكشن موفيز هي قناة تلفزيونية مدفوعة من جنوب شرق آسيا تركز على بث أفلام ذات موضوعات أكشن وأفلام رعب. وهي مملوكة لمجموعة شبكة فوكس (أسيا والمحيط الهادي) . تم تغيير اسم القناة في الهند إلى قناة ستار أكشن موفيز في 2 يونيو 2013 بينما واصل الطرف الآسيوي البث.

## روابط خارجية
- موقع رسمي نسخة محفوظة 25 يناير 2020 على موقع واي باك مشين.